# Paolo Di Vecchia
Paolo Di Vecchia (* 29. Oktober 1942 in Terracina) ist ein italienischer theoretischer Physiker, der sich mit Elementarteilchenphysik, Quantenfeldtheorie und Stringtheorie befasst.
Di Vecchia erhielt 1966 sein Diplom (Laurea) an der Universität Rom bei Bruno Touschek. Als Post-Doktorand war er im Kernforschungszentrum in Frascati (wo man ihm eine permanente Stelle anbot) und jeweils zwei Jahre am Massachusetts Institute of Technology und am CERN. 1974 wurde er Assistant Professor an der Nordita in Kopenhagen. 1978 war er wieder ein Jahr am CERN, war ab 1979 Professor an der FU Berlin und 1980 bis 1986 Professor an der Bergischen Universität Wuppertal. Ab 1986 war er an der Nordita, wo er Professor war und inzwischen Professor Emeritus ist. Seit die Nordita nach Stockholm umzog, war er zur Hälfte in Stockholm und zur Hälfte am Niels-Bohr-Institut in Kopenhagen.
Er war in den 1970er Jahren einer der Pioniere der Stringtheorie. Unter anderem formulierte er mit Lars Brink und anderen eine lokal supersymmetrische Lagrange-Dichte für fermionische Strings (das heißt solche mit fermionischen Anregungen, mit halbzahligem Spin). Zuvor war die Nambu-Goto-Wirkung (nach Yōichirō Nambu und Tetsuo Gotō) für bosonische Strings bekannt gewesen und verschiedene Gruppen versuchten, eine fermionische Wirkung zu konstruieren. Unabhängig formulierten auch Stanley Deser und Bruno Zumino die Stringtheorie als zweidimensionales Analogon zur Allgemeinen Relativitätstheorie (mit Reparametrisierungsinvarianz der Wirkung auf der zweidimensionalen Weltfläche (World Sheet)).
Er berichtet, dass er sich danach von der Stringtheorie abwandte, die damals als nicht vielversprechend galt (er wandte sich stattdessen Instantonen in der Quantenfeldtheorie und anderem zu) und erst 1981 mit dem Erscheinen der Arbeiten von Alexander Poljakow (der die Wirkung von Di Vecchia, Emilio Del Giudice und Fubini für die Quantisierung von Strings benutzte, weswegen sie auch als Polyakov-Wirkung bekannt wurde) dorthin zurückkehrte.
In den 2000er Jahren befasste er sich mit der Erweiterung der AdS/CFT-Korrespondenz auf gering supersymmetrische und nicht konforme Eichtheorien, der Konstruktion vierdimensionaler effektiver Lagrange-Dichten für niedrige Energien aus der Kompaktifizierung magnetisierter D-Brane-Modelle (die auch chirale Darstellungen liefern, wie sie im Fermionenspektrum des Standardmodells beobachtet werden) und Hochenergiestreuung geschlossener Strings im Rahmen der Theorie der D-Branes.
Seit 1994 organisiert er skandinavische Konferenzen für Stringtheorie bei der Nordita.
2003 wurde er Mitglied der Königlich Dänischen Akademie der Wissenschaften.

## Schriften
- Locally supersymmetric action for the superstring, in Andrea Cappelli, Elena Castellani, Filippo Colomo, Di Vecchia (Hrsg.) The birth of string theory, Cambridge University Press 2012
- mit Adam Schwimmer The beginnings of string theory, a historical sketch, LN Physics 737, 2008, 119
- The birth of string theory, LN Physics 737, 2008, 59-118
- mit Lars Brink, Stanley Deser, Bruno Zumino, Paul S. Howe Locally supersymmetry for spinning particles, Physics Letters B, Band 64, 1976, S. 435–438
- mit Brink, Howe A locally supersymmetric and reparametrization invariant action for the spinning string, Physics Letters B Band 65, 1976, S. 471–474
- Herausgeber mit J. L. Petersen: Perspectives in String Theory. Proc. Nordita/Niels Bohr Institute Meeting, Kopenhagen Oktober 1987, World Scientific 1988
- mit Antonella Liccardo: Gauge theories from D Branes, in Pierre Cartier u. a. Frontiers in Number Theory, Physics and Geometry, Band 2, Springer Verlag 2007, Arxiv
- An introduction to the AdS/CFT correspondence, Fortschritte der Physik, Band 48, 2000, 87-92
- mit Emilio Del Giudice und Sergio Fubini General properties of the dual resonances model, Annals of Physics 70, 1972 378-398;